# Patu (genere)
Patu Marples, 1951 è un genere di ragni appartenente alla famiglia Symphytognathidae.

## Caratteristiche
Il genere, la cui specie tipo è Patu vitiensis Marples, 1951, raggruppa ragni di piccole dimensioni e annovera il ragno più piccolo conosciuto, il Patu digua Forster & Platnick, 1977, che con un bodylenght (lunghezza del corpo senza le zampe) di soli 0,37 mm rende ben ardua la possibilità di osservarlo nell'ambiente boscoso dove dimora.

## Distribuzione
Le specie sono state rinvenute nella fascia compresa fra i due tropici, nell'America meridionale, in Colombia, al largo dell'Africa orientale, isole Seychelles, in Asia, in Cina, nell'area del Sud-est asiatico, assieme al Vietnam, e Giappone, e in Oceania, dalla Nuova Guinea spingendosi ad est fino all'Oceano Pacifico, isole Figi e Samoa.

## Tassonomia
Come da fonte, il sito World Spider Catalog, al 7 novembre 2020 il genere si compone di 15 specie:
- Patu bispina Lin, Pham & Li, 2009 - Vietnam
- Patu digua Forster & Platnick, 1977 - Colombia
- Patu eberhardi Forster & Platnick, 1977 - Colombia
- Patu jidanweishi Miller, Griswold & Yin, 2009 - Cina
- Patu kishidai Shinkai, 2009 - Giappone
- Patu marplesi Forster, 1959 - Samoa
- Patu nigeri Lin & Li, 2009 - Cina
- Patu qiqi Miller, Griswold & Yin, 2009 - Cina
- Patu saladito Forster & Platnick, 1977 - Colombia
- Patu samoensis Marples, 1951 - Samoa
- Patu silho Saaristo, 1996 - Seychelles
- Patu spinathoraxi Lin & Li, 2009 - Cina
- Patu vitiensis Marples, 1951 - Figi
- Patu woodwardi Forster, 1959 - Nuova Guinea
- Patu xiaoxiao Miller, Griswold & Yin, 2009 - Cina